# Ctenophthalmus exiensis
Ctenophthalmus exiensis är en loppart som beskrevs av Wang et Liu 1993. Ctenophthalmus exiensis ingår i släktet Ctenophthalmus och familjen mullvadsloppor. Inga underarter finns listade i Catalogue of Life.